# 1934 في بيرو
فيما يلي قوائم الأحداث التي وقعت خلال عام 1934 في بيرو.

## رياضة
- 1 يناير – الدوري البيروفي لكرة القدم 1934 الفائز نادي يونيفرسيتاريو.

## مواليد

### يناير
- 1 يناير – خوسيه ميغيل أوفييدو كاتب وناقد أدبي بيروفي.

### أكتوبر
- 16 أكتوبر – خوان لوبيز
- 31 أكتوبر – أوسكار غوميز سانشيز لاعب كرة قدم بيروفي.

### نوفمبر
- 15 نوفمبر – هوغو بلانكو سياسي بيروفي.

### ديسمبر
- 3 ديسمبر – أبيمال غوزمان

## وفيات

### ديسمبر
- 9 ديسمبر – مانويل ماركيز ستيرلينغ (مواليد 1872)